# 1342
| [ Edytuj tabelę ]                          |                                                                                  |
| Król Polski                                | - 1333 Kazimierz III Wielki 1370                                                 |
| Król Albanii                               | - 1332 Robert 1364                                                               |
| Współksiążęta Andory                       | - 1341 Pere de Narbona 1348 - 1315 Gaston II 1343                                |
| Król Anglii                                | - 1327 Edward III 1377                                                           |
| Król Aragonii i Walencji, hrabia Barcelony | - 1336 Piotr IV Aragoński 1387                                                   |
| Władca Azteków                             | - 1325 Tenoch 1376                                                               |
| Książę Bawarii                             | - 1340 Ludwik IV 1347                                                            |
| Margrabia Brandenburgii                    | - 1320 Ludwik 1351                                                               |
| Książę Burgundii                           | - 1315 Eudes IV 1349                                                             |
| Cesarz Bizancjum                           | - 1341 Jan V Paleolog 1347                                                       |
| Car Bułgarii                               | - 1331 Iwan Aleksander 1371                                                      |
| Cesarz Chin                                | - 1333 Huizong 1368                                                              |
| Król Cypru                                 | - 1324 Hugo IV 1359                                                              |
| Król Czech                                 | - 1310 Jan Luksemburski 1346                                                     |
| Król Danii                                 | - 1340 Waldemar Atterdag 1376                                                    |
| Władca Egiptu                              | - 1341 Kudżuk 1342 - 1342 An-Nasir Ahmad 1342 - 1342 As-Salih Isma’il 1345       |
| Cesarz Etiopii                             | - 1314 Amde Tsyjon I 1344                                                        |
| Król Francji                               | - 1328 Filip VI 1350                                                             |
| Król Gruzji                                | - 1314 Jerzy V Wspaniały 1346                                                    |
| Hrabia Holandii                            | - 1337 Wilhelm IV 1345                                                           |
| Cesarz Japonii                             | - 1339 Go-Murakami 1368                                                          |
| Kalif                                      | - 1341 Al-Hakim II 1352                                                          |
| Król Kastylii i Leónu                      | - 1312 Alfons XI 1350                                                            |
| Patriarcha Konstantynopola                 | - 1334 Jan XIV Kalekas 1347                                                      |
| Władca Korei                               | - 1339 Ch’unghye 1344                                                            |
| Wielki książę litewski                     | - 1341 Jawnuta 1344                                                              |
| Cesarz Majapahitu                          | - 1328 Tribhuwana Widżajatunggadewi 1350                                         |
| Sułtan Maroka                              | - 1331 Abu al-Hassan Ali I 1350                                                  |
| Książę Mediolanu                           | - 1339 Giovanni 1354                                                             |
| Senior Monako                              | - 1338 Karol I 1357                                                              |
| Wielki książę moskiewski                   | - 1340 Siemion Dumny 1353                                                        |
| Król Nawarry                               | - 1328 Joanna II z Nawarry i Filip z Évreux 1342 - 1342 Joanna II z Nawarry 1349 |
| Król Norwegii                              | - 1319 Magnus Eriksson 1355                                                      |
| Hrabia Palatynatu                          | - 1327 Rudolf II Wittelsbach 1353                                                |
| Papież                                     | - 1334 Benedykt XII 1342 - 1342 Klemens VI 1352                                  |
| Król Portugalii                            | - 1325 Alfons IV 1357                                                            |
| Cesarz Rzymski (niemiecki)                 | - 1314 Ludwik IV Bawarski 1347                                                   |
| Książę Saksonii                            | - 1298 Rudolf I 1356                                                             |
| Kapitanowie Regenci San Marino             | - 1342 Ricevuto di Ughetto Foschino di Filipuccio 1342                           |
| Car Serbii                                 | - 1331 Stefan Urosz IV Duszan 1355                                               |
| Król Szkocji                               | - 1329 Dawid II Bruce 1371                                                       |
| Król Szwecji                               | - 1319 Magnus Eriksson 1363                                                      |
| Sułtan Turków                              | - 1324 Orchan 1360                                                               |
| Doża Wenecji                               | - 1339 Bartolomeo Gradenigo 1342 - 1342 Andrea Dandolo 1354                      |
| Król Węgier                                | - 1308 Karol Robert 1342 - 1342 Ludwik Andegaweński 1382                         |
| Wielki mistrz zakonu krzyżackiego          | - 1342 Ludolf König von Wattzau 1345                                             |

Rok 1342 / MCCCXLII
stulecia: XIII wiek ~
XIV wiek ~
XV wiek

lata: 1332 «
1337 «
1338 «
1339 «
1340 «
1341 «
1342
» 1343
» 1344
» 1345
» 1346
» 1347
» 1352

## Wydarzenia w Polsce
- 20 lutego – Skalbmierz otrzymał prawa miejskie
- Arcybiskupem gnieźnieńskim został Jarosław Bogoria ze Skotnik
- Początek budowy nowej, gotyckiej katedry w Gnieźnie
- Kazimierz Wielki lokuje Krosno oraz Myślenice na prawie magdeburskim

## Wydarzenia na świecie
- 7 maja – Klemens VI został wybrany na papieża
- 21 lipca – na tron Królestwa Węgier wstąpił Ludwik Węgierski

## Urodzili się
- 15 stycznia – Filip II Śmiały, książę Burgundii, najmłodszy syn Jana II Dobrego (zm. 1404)

- Data dzienna nieznana: 
  - Julianna z Norwich – angielska pustelnica, jedna z najważniejszych przedstawicielek mistycyzmu chrześcijańskiego (zm. 1416)
  - Leon V – ostatni król Małej Armenii z dynastii Lusignanów (zm. 1393)
  - Jean de Brogny – francuski duchowny, kardynał okresu wielkiej schizmy zachodniej (zm. 1426)
  - Andrzej Gasztołd – starosta wileński i krewski (zm. 1408)
  - Katarzyna Luksemburska – królewna czeska, księżna austriacka (zm. 1395)

## Zmarli
- 22 stycznia – Henryk IV Wierny, książę żagański (ur. w 1291 lub 1292)
- 25 kwietnia – Benedykt XII, papież (ur. ok. 1280)
- 16 lipca – Karol Robert, król Węgier (ur. 1288)
- 24 grudnia – Jolanta Paleolog, hrabina Sabaudii, Aosty i Moriany (ur. 1318)

- Data dzienna nieznana: 
  - Ozbeg – chan Złotej Ordy (ur. 1282)
  - Anna Anachutlu – córka Aleksego II, cesarzowa Trapezuntu (ur. ?)
  - Robert III d’Artois – par Francji (ur. 1287)
  - Tyny Beg – dziesiąty chan Złotej Ordy, syn Ozbega (ur. ?)
  - Eudoksja Iwanówna – księżniczka włodzimierska i moskiewska, księżna jarosławska z dynastii Rurykowiczów (ur. ?)